# Daniel Chavarría
Daniel Edmundo Chavarría Bastélica (San José de Mayo, 23 de noviembre de 1933-La Habana, 6 de abril de 2018) fue un escritor, traductor, guionista y políglota cubano de origen uruguayo, ganador del Premio Nacional de Literatura de Cuba.

## Biografía
Chavarría se autodenominaba un escritor cubano nacido en Uruguay. Residió en Cuba desde 1969 hasta su fallecimiento. Llegó tras secuestrar una avioneta en Bogotá, huyendo del Departamento Administrativo de Seguridad. Fue comunista y apoyó fervientemente a la Revolución cubana.
Fue un filólogo y apasionado de las lenguas que hablaba con fluidez cinco idiomas (inglés, alemán, francés, italiano y portugués). Se desempeñó desde 1975 a 1986 como traductor de literatura alemana para el Instituto Cubano del Libro y profesor de latín, griego y literatura clásica en la Universidad de La Habana. Fue autor de numerosos artículos literarios y políticos y ha incursionado como guionista en el cine (Plaff o Demasiado miedo a la vida) y la televisión (La frontera del deber). Su obra también está integrada por cuentos y materiales docentes publicados, si bien declaró que solo le interesaban las novelas y que las escribía en tres vertientes fundamentales: novela política de aventuras, novela histórica y novela picaresca.

«No soy un culterano; trato de hacer una literatura que esté al alcance de amplios sectores de la población. Pero con dignidad, sin caer en la estúpida lógica mercantilista».

Ganó numerosos premios literarios, entre ellos el premio Hammett de la Semana Negra de Gijón (1992) por Allá ellos, el premio Planeta de Novela (1993) por El ojo dindymenio, el premio Casa de las Américas (2000), en el género novela, por El rojo en la pluma del loro, el Premio Nacional de Literatura en Cuba (2010), etc.

## Obras
Novelas
- 1978 - Joy
- 1983 - Completo Camagüey (con Justo Vasco)
- 1984 - La sexta isla (reeditado en 2016)
- 1986 - Primero muerto (con Justo Vasco)
- 1991 - Allá ellos
- 1993 - El ojo de Cibeles o El ojo Dyndimenio
- 1994 - Adiós muchachos
- 1994 - Contracandela (con Justo Vasco)
- 1999 - Aquel año en Madrid
- 2001 - El rojo en la pluma del loro
- 2004 - Viudas de sangre
- 2004 - Una pica en Flandes
- 2005 - Príapos o Lo que dura dura
- 2013 - La piedra de rapé
- 2013 - Yo soy el Rufo y no me rindo (biografía novelada de Raúl Sendic)
- 2017 - El último room service

Otras obras
- Presencia Latinoamericana
- Cuba (con Justo Vasco)
- Judozhestoemmaya
- Manual de Latín III-IV
- Voces del silencio (antología de exiliados uruguayos)
- Desde la soledad y la esperanza
- 2009 - Y el mundo sigue andando (Memorias)
- 2010 - El aguacate y la virtud (Cuento)
- 2012 - Cuentos para ser oídos

## Guiones
Películas
- Malabana (2001) producida por Vieri Nissim.
- Plaff o Demasiado miedo a la vida (1988)

Televisión
- La frontera del deber

## Premios
- Joy (1978):
  - Premio Aniversario de la Revolución, La Habana, 1975.
  - Premio Capitán San Luis, a la mejor novela policiaca publicada en Cuba durante la década 70-80, (1978).

- La sexta isla (1984):
  - Premio de la Crítica, La Habana, otorgado anualmente por el Ministerio de Cultura.

- Allá ellos (1991):
  - Premio Dashiell Hammett, Gijón, 1992, a la mejor novela policiaca en lengua española del año 1991.

- El ojo de Cibeles (1993):
  - Premio Razón de Ser Cuba 1987.
  - Premio Planeta-Joaquín Mortiz, México, 1993.
  - Premio de Educación y Cultura, Montevideo, 1994.
  - Premio Ennio Flaiano, Pescara, 1998, a la mejor novela publicada en Italia en 1997 por un autor no europeo.
  - Premio de la Crítica, La Habana, otorgado anualmente por el Ministerio de Cultura.

- Adiós muchachos (1994):
  - Premio Edgar Allan Poe, Nueva York, 2002, otorgado por la Mystery Writers of America a la mejor novela policíaca publicada en EE. UU. (en inglés), durante el año 2001.

- El rojo en la pluma del loro (2001):
  - Premio Casa de las Américas, La Habana, 2000.
  - Premio de la Crítica, La Habana, otorgado anualmente por el Ministerio de Cultura.

- Viudas de sangre (2004):
  - Premio Alejo Carpentier, La Habana, 2004.

- Príapos (2005):
  - Premio Camilo José Cela, 2005, Palma de Mallorca, 2005.

- Premio Nacional de Literatura en Cuba (2010)